# Walenty Faustyn Włodek

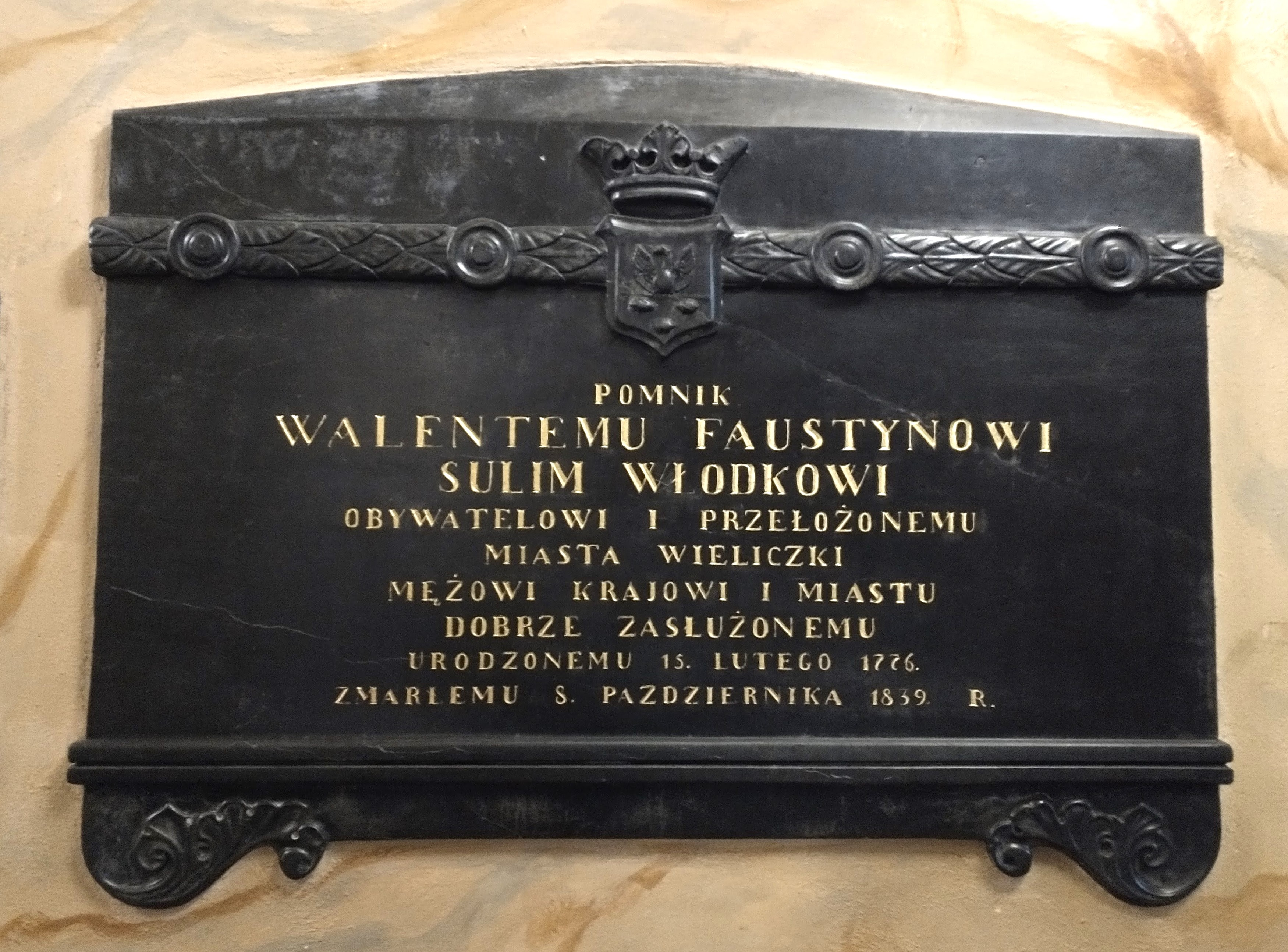
Tablica pamiątkowa w kościele św. Klemensa w Wieliczce

Walenty Faustyn Włodek herbu Sulima (15 lutego 1776 w Wojewódkach Górnych, zm. 8 października 1839 w Sygneczowie) – polski ziemianin, urzędnik samorządowy, prezydent Wieliczki w latach 1812-1838.

## Życiorys
Pochodził z rodziny szlacheckiej posiadającej dwór w Wojewódkach Górnych oraz rozległe dobra ziemskie po Sokołów Podlaski. Był synem Tadeusza i Doroty de domo Krasnodębskiej. Uczęszczał najprawdopodobniej do gimnazjum księży bartolomitów w Węgrowie albo do gimnazjum w Drohiczynie. Od 1800 do 30 czerwca 1803 studiował prawo na Uniwersytecie Jagiellońskim i ukończył je ze znakomitym wynikiem cum nota eminentiae. Dobrze posługiwał się językiem niemieckim i urzędową łaciną.
Po zakończeniu nauki podjął pracę urzędniczą w Trybunale Apelacyjnym Galicji Zachodniej, gdzie pozostawał do 1808, a później został kancelistą w magistracie Wieliczki. 2 września 1808 mianowano go wiceprezydentem, czyli prokonsulem tego miasta. Od 1812 był prezydentem Wieliczki i pozostał nim aż do emerytury w 1838. W latach jego zarządu powstał budynek władz miejskich i zakład zdrojowy z łaźniami, założono obecny Park Mickiewicza, wyrównano Rynek Główny, wybrukowano niektóre, szczególnie ważne ulice i odnowiono część budynków. Jako prawnik był też justycjariuszem niektórych okolicznych wsi.
Zmarł we dworze w Sygneczowie (obecna szkoła podstawowa). Został pochowany na którymś z cmentarzy w Wieliczce lub w podziemiach tamtejszego kościoła św. Klemensa. Wkrótce później mieszkańcy ufundowali tablicę pamiątkową ku jego czci w kościele św. Klemensa (za drzwiami głównymi, pod chórem, po lewej stronie). Tablica wykonana jest z czarnego marmuru dębnickiego i cechuje się motywami zaczerpniętymi ze sztuki rzymskiej (wieniec laurowy i akroteriony). Zawiera herb Sulima.

## Rodzina
Miał jedną siostrę i siedmiu braci. Był czwartym dzieckiem swych rodziców.
8 września 1808 w kościele św. Klemensa w Wieliczce poślubił Elżbietę z Witowskich Tomkiewiczową (zmarłą przy porodzie w 1810), wdowę po poprzednim prezydencie miasta, Andrzeju Tomkiewiczu. Mieli oni dwójkę dzieci (syna Antoniego Ignacego, zmarłego bezpotomnie oraz córkę). Po raz drugi ożenił się w 1814 z wdową, Anastazją z Chościak-Popielów Chmielińską, także herbu Sulima (1789-1847), z którą miał pięcioro dzieci (Walerię, Teofilę, Stanisława, Romana i Arnolda).